# Лескин, Илья Дмитриевич
Илья Дмитриевич Лескин (4 мая 1994, Богучар) — российский футболист, нападающий, полузащитник.
Воспитанник академий московского «Спартака» (до июля 2010) и «Чертаново» (до июля 2012). Играл в первенстве третьего дивизиона за «Металлург-М» Липецк (2012/13), «Факел-М» Воронеж (2013), «Атом» Нововоронеж (2015). Сезон-2016 начал в команде «Спартак» Россошь, в мае — июле играл за команду «ФЦШ-73-Олимпик Управа Советского района» Воронеж в чемпионате области. В конце июля перешёл в белорусский клуб «Гранит» Микашевичи, в составе которого провёл 13 матчей в чемпионате. В сезонах 2017—2018 играл за «Олимпик-2» Новая Усмань в чемпионате Воронежской области.